# Zahodnopomorjansko vojvodstvo
Zahodnopomorjansko vojvodstvo je enota upravne razdelitve Poljske. 

### Mesta
1. Ščečin (# Szczecin) (410.809)
2. Koszalin (107.783)
3. Stargard Szczeciński (70.534)
4. Kołobrzeg (44.794)
5. Świnoujście (40.899)
6. Szczecinek (38.756)
7. Police (Poljska) (34.284)
8. Wałcz (26.140)
9. Białogard (24.339)
10. Goleniów (22.448)
11. Gryfino (21.478)
12. Nowogard (16.745)
13. Gryfice (16.702)
14. Choszczno (15.753)
15. Świdwin (15.637)
16. Darłowo (14.380)
17. Barlinek (14.156)
18. Dębno (13.903)
19. Złocieniec (13.377)
20. Sławno (13.314)
21. Pyrzyce (12.642)
22. Myślibórz (11.867)
23. Drawsko Pomorskie (11.465)
24. Łobez (10.617)
25. Trzebiatów (10.113)
26. Kamień Pomorski (9.134)
27. Połczyn-Zdrój (8.572)
28. Chojna (7.187)
29. Czaplinek (6.933)
30. Sianów (6.543)
31. Karlino (5.794)
32. Międzyzdroje (5.436)
33. Wolin (4.878)
34. Bobolice (4.446)
35. Resko (4.377)
36. Borne Sulinowo (4.224)
37. Płoty (4.142)
38. Lipiany (4.124)
39. Kalisz Pomorski (3.989)
40. Barwice (3.838)
41. Mieszkowice (3.553)
42. Chociwel (3.285)
43. Maszewo (3.073)
44. Węgorzyno (3.011)
45. Recz (2.995)
46. Polanów (2.967)
47. Dziwnów (2.949)
48. Golczewo (2.724)
49. Pełczyce (2.698)
50. Mirosławiec (2.633)
51. Trzcińsko-Zdrój (2.496)
52. Dobrzany (2.420)
53. Drawno (2.399)
54. Człopa (2.390)
55. Biały Bór (2.127)
56. Dobra (2.028)
57. Ińsko (2.001)
58. Tuczno (1.965)
59. Cedynia (1.653)
60. Moryń (1.570)
61. Suchań (1.446)
62. Nowe Warpno (1.170)